# Gent-Wevelgem for kvinder 2022
Gent-Wevelgem for kvinder 2022 var den 11. udgave af det belgiske cykelløb Gent-Wevelgem for kvinder. Det 159 km lange linjeløb blev kørt den 27. marts 2022 med start i Ieper og mål i Wevelgem i Vestflandern. Løbet var femte arrangement på UCI Women's World Tour 2022. Løbet blev vundet af italienske Elisa Balsamo fra Trek-Segafredo.

## Resultat
| \| Samlede stilling \| Samlede stilling \| Samlede stilling \| Samlede stilling \| Samlede stilling \| \| Rytter \| Rytter \| Hold \| Tid \| \| \| ---------------- \| ------------------------- \| ---------------------------------- \| ---------------- \| ---------------- \| \| 1. \| Elisa Balsamo \| Trek-Segafredo \| 3t 19' 15" \| \| \| 2. \| Marianne Vos \| Team Jumbo-Visma \| + 0" \| \| \| 3. \| Maria Giulia Confalonieri \| Ceratizit-WNT Pro Cycling \| + 0" \| \| \| 4. \| Lotte Kopecky \| SD Worx \| + 0" \| \| \| 5. \| Emma Norsgaard \| Movistar Team \| + 0" \| \| \| 6. \| Marta Bastianelli \| UAE Team ADQ \| + 0" \| \| \| 7. \| Susanne Andersen \| Uno-X Pro Cycling Team \| + 0" \| \| \| 8. \| Tamara Dronova-Balabolina \| Roland Cogeas-Edelweiss Squad \| + 0" \| \| \| 9. \| Silvia Persico \| Valcar-Travel & Service \| + 0" \| \| \| 10. \| Clara Copponi \| FDJ-Nouvelle Aquitaine-Futuroscope \| + 0" \| \| |                           |                                    |            |
| |                           |                                    |            |
| Kilde: ProCyclingStats |                           |                                    |            |
| Samlede stilling |                           |                                    |            |
| Rytter | Rytter                    | Hold                               | Tid        |
| 1. | Elisa Balsamo             | Trek-Segafredo                     | 3t 19' 15" |
| 2. | Marianne Vos              | Team Jumbo-Visma                   | + 0"       |
| 3. | Maria Giulia Confalonieri | Ceratizit-WNT Pro Cycling          | + 0"       |
| 4. | Lotte Kopecky             | SD Worx                            | + 0"       |
| 5. | Emma Norsgaard            | Movistar Team                      | + 0"       |
| 6. | Marta Bastianelli         | UAE Team ADQ                       | + 0"       |
| 7. | Susanne Andersen          | Uno-X Pro Cycling Team             | + 0"       |
| 8. | Tamara Dronova-Balabolina | Roland Cogeas-Edelweiss Squad      | + 0"       |
| 9. | Silvia Persico            | Valcar-Travel & Service            | + 0"       |
| 10. | Clara Copponi             | FDJ-Nouvelle Aquitaine-Futuroscope | + 0"       |

## Hold og ryttere
| UCI Women's WorldTeams (14)- Team BikeExchange-Jayco - Canyon-SRAM Racing - EF Education-TIBCO-SVB - FDJ Nouvelle Aquitaine Futuroscope - Human Powered Health - Team Jumbo-Visma - Liv Racing Xstra - Movistar Team - Roland Cogeas-Edelweiss Squad - SD Worx - Trek-Segafredo - Team DSM - UAE Team ADQ - Uno-X Pro Cycling Team UCI Women's Kontinentalhold (10)- Bingoal-Chevalmeire-Van Eyck Sport - Ceratizit-WNT Pro Cycling - Cofidis - Lotto Soudal Ladies - Le col-Wahoo - Multum Accountants - AG Insurance NXTG - Parkhotel Valkenburg - Plantur-Pura - Valcar-Travel & Service |
| |

### Danske ryttere
| Danske ryttere på startlisten |                    |                        |           |
| Rygnummer                     | Rytter             | Hold                   | Placering |
| 81                            | Emma Norsgaard     | Movistar Team          | 5         |
| 133                           | Julie Leth         | Uno-X Pro Cycling Team | 64        |
| 134                           | Rebecca Koerner    | Uno-X Pro Cycling Team | DNF       |
| 186                           | Pernille Mathiesen | Cofidis                | DNF       |

* DNF = gennemførte ikke

### Startliste
| Team Jumbo-Visma TJV | Team Jumbo-Visma TJV  | Team Jumbo-Visma TJV |
| -------------------- | --------------------- | -------------------- |
| Nr.                  | Rytter                | Placering            |
| 1                    | Marianne Vos (NED)    | 2.                   |
| 2                    | Anna Henderson (GBR)  | 47.                  |
| 3                    | Romy Kasper (GER)     | 75.                  |
| 4                    | Riejanne Markus (NED) | 45.                  |
| 5                    | Coryn Labecki (USA)   | 39.                  |
| 6                    | Jip van den Bos (NED) | DNF                  |

| SD Worx SDW | SD Worx SDW                        | SD Worx SDW |
| ----------- | ---------------------------------- | ----------- |
| Nr.         | Rytter                             | Placering   |
| 11          | Lotte Kopecky (BEL) (landevej)     | 4.          |
| 12          | Elena Cecchini (ITA)               | 46.         |
| 13          | Marlen Reusser (SUI) (landevej)    | 33.         |
| 14          | Christine Majerus (LUX) (landevej) | 35.         |
| 15          | Lonneke Uneken (NED)               | 34.         |
| 16          | Chantal van den Broek-Blaak (NED)  | 44.         |

| Trek-Segafredo TFS | Trek-Segafredo TFS                    | Trek-Segafredo TFS |
| ------------------ | ------------------------------------- | ------------------ |
| Nr.                | Rytter                                | Placering          |
| 21                 | Elisa Balsamo (ITA) (landevej)        | 1.                 |
| 22                 | Shirin van Anrooij (NED)              | 48.                |
| 23                 | Lauretta Hanson (AUS)                 | DNF                |
| 24                 | Chloe Hosking (AUS)                   | DNF                |
| 25                 | Elisa Longo Borghini (ITA) (landevej) | 43.                |
| 26                 | Ellen van Dijk (NED) (landevej)       | 42.                |

| Canyon-SRAM Racing CSR | Canyon-SRAM Racing CSR     | Canyon-SRAM Racing CSR |
| ---------------------- | -------------------------- | ---------------------- |
| Nr.                    | Rytter                     | Placering              |
| 31                     | Shari Bossuyt (BEL)        | 24.                    |
| 32                     | Alice Barnes (GBR)         | 66.                    |
| 33                     | Tiffany Cromwell (AUS)     | 32.                    |
| 34                     | Mikayla Harvey (NZL)       | DNF                    |
| 35                     | Katarzyna Niewiadoma (POL) | 31.                    |
| 36                     | Soraya Paladin (ITA)       | 25.                    |

| EF Education-TIBCO-SVB TIB | EF Education-TIBCO-SVB TIB | EF Education-TIBCO-SVB TIB |
| -------------------------- | -------------------------- | -------------------------- |
| Nr.                        | Rytter                     | Placering                  |
| 41                         | Elizabeth Banks (GBR)      | DNF                        |
| 42                         | Letizia Borghesi (ITA)     | 65.                        |
| 43                         | Tanja Erath (GER)          | 67.                        |
| 44                         | Kathrin Hammes (GER)       | DNF                        |
| 45                         | Clara Honsinger (USA)      | DNF                        |
| 46                         | Sara Poidevin (CAN)        | 27.                        |

| FDJ-Nouvelle Aquitaine-Futuroscope FSF | FDJ-Nouvelle Aquitaine-Futuroscope FSF | FDJ-Nouvelle Aquitaine-Futuroscope FSF |
| -------------------------------------- | -------------------------------------- | -------------------------------------- |
| Nr.                                    | Rytter                                 | Placering                              |
| 51                                     | Grace Brown (AUS)                      | 37.                                    |
| 52                                     | Stine Borgli (NOR)                     | 70.                                    |
| 53                                     | Marta Cavalli (ITA)                    | 41.                                    |
| 54                                     | Clara Copponi (FRA)                    | 10.                                    |
| 55                                     | Eugénie Duval (FRA)                    | 20.                                    |
| 56                                     | Emilia Fahlin (SWE)                    | DNF                                    |

| Human Powered Health HPW | Human Powered Health HPW | Human Powered Health HPW |
| ------------------------ | ------------------------ | ------------------------ |
| Nr.                      | Rytter                   | Placering                |
| 61                       | Nina Buysman (NED)       | DNF                      |
| 62                       | Kaia Schmid (USA)        | 53.                      |
| 63                       | Evy Kuijpers (NED)       | DNF                      |
| 64                       | Eri Yonamine (JPN)       | DNF                      |
| 65                       | Marit Raaijmakers (NED)  | DNF                      |
| 66                       | Lily Williams (USA)      | DNF                      |

| Liv Racing Xstra LIV | Liv Racing Xstra LIV            | Liv Racing Xstra LIV |
| -------------------- | ------------------------------- | -------------------- |
| Nr.                  | Rytter                          | Placering            |
| 71                   | Valerie Demey (BEL)             | 13.                  |
| 72                   | Katia Ragusa (ITA)              | DNF                  |
| 73                   | Alison Jackson (CAN) (landevej) | 79.                  |
| 74                   | Silke Smulders (NED)            | 22.                  |
| 75                   | Rachele Barbieri (ITA)          | DNF                  |
| 76                   | Amber van der Hulst (NED)       | DNF                  |

| Movistar Team MOV | Movistar Team MOV            | Movistar Team MOV |
| ----------------- | ---------------------------- | ----------------- |
| Nr.               | Rytter                       | Placering         |
| 81                | Emma Norsgaard (DEN)         | 5.                |
| 82                | Aude Biannic (FRA)           | 80.               |
| 83                | Alicia González Blanco (ESP) | DNF               |
| 84                | Barbara Guarischi (ITA)      | DNF               |
| 85                | Lourdes Oyarbide (ESP)       | DNF               |
| 86                | Arlenis Sierra (CUB)         | 16.               |

| Roland Cogeas-Edelweiss Squad CGS | Roland Cogeas-Edelweiss Squad CGS | Roland Cogeas-Edelweiss Squad CGS |
| --------------------------------- | --------------------------------- | --------------------------------- |
| Nr.                               | Rytter                            | Placering                         |
| 91                                | Hannah Buch (GER)                 | DNF                               |
| 92                                | Tamara Dronova-Balabolina (RUS)   | 8.                                |
| 93                                | Gulnaz Khatuntseva (RUS)          | DNF                               |
| 94                                | Diana Klimova (RUS)               | DNF                               |
| 96                                | Léa Stern (SUI)                   | DNF                               |

| Team BikeExchange-Jayco BEX | Team BikeExchange-Jayco BEX | Team BikeExchange-Jayco BEX |
| --------------------------- | --------------------------- | --------------------------- |
| Nr.                         | Rytter                      | Placering                   |
| 101                         | Georgia Baker (AUS)         | DNF                         |
| 102                         | Teniel Campbell (TTO)       | DNF                         |
| 103                         | Jessica Allen (AUS)         | DNF                         |
| 104                         | Arianna Fidanza (ITA)       | 12.                         |
| 105                         | Alexandra Manly (AUS)       | 77.                         |
| 106                         | Ruby Roseman-Gannon (AUS)   | DNF                         |

| Team DSM DSM | Team DSM DSM                     | Team DSM DSM |
| ------------ | -------------------------------- | ------------ |
| Nr.          | Rytter                           | Placering    |
| 111          | Lorena Wiebes (NED)              | DNF          |
| 112          | Megan Jastrab (USA)              | DNF          |
| 113          | Georgi Pfeiffer (GBR) (landevej) | 15.          |
| 114          | Charlotte Kool (NED)             | 61.          |
| 115          | Liane Lippert (GER)              | 38.          |
| 116          | Floortje Mackaij (NED)           | 18.          |

| UAE Team ADQ UAD | UAE Team ADQ UAD               | UAE Team ADQ UAD |
| ---------------- | ------------------------------ | ---------------- |
| Nr.              | Rytter                         | Placering        |
| 121              | Marta Bastianelli (ITA)        | 6.               |
| 122              | Sofia Bertizzolo (ITA)         | 21.              |
| 123              | Maaike Boogaard (NED)          | 14.              |
| 124              | Eugenia Bujak (SLO) (landevej) | 51.              |
| 125              | Linda Zanetti (SUI)            | DNF              |
| 126              | Anna Trevisi (ITA)             | DNF              |

| Uno-X Pro Cycling Team UXT | Uno-X Pro Cycling Team UXT  | Uno-X Pro Cycling Team UXT |
| -------------------------- | --------------------------- | -------------------------- |
| Nr.                        | Rytter                      | Placering                  |
| 131                        | Susanne Andersen (NOR)      | 7.                         |
| 132                        | Wilma Olausson (SWE)        | DNF                        |
| 133                        | Julie Leth (DEN)            | 64.                        |
| 134                        | Rebecca Koerner (DEN)       | DNF                        |
| 135                        | Hannah Ludwig (GER)         | DNF                        |
| 136                        | Mie Bjørndal Ottestad (NOR) | 69.                        |

| Ceratizit-WNT Pro Cycling WNT | Ceratizit-WNT Pro Cycling WNT   | Ceratizit-WNT Pro Cycling WNT |
| ----------------------------- | ------------------------------- | ----------------------------- |
| Nr.                           | Rytter                          | Placering                     |
| 141                           | Franziska Brauße (GER)          | DNF                           |
| 142                           | Maria Giulia Confalonieri (ITA) | 3.                            |
| 143                           | Lara Vieceli (ITA)              | 63.                           |
| 144                           | Marta Lach (POL)                | 29.                           |
| 145                           | Lisa Brennauer (GER) (landevej) | 71.                           |
| 146                           | Lin Lea Teutenberg (GER)        | 76.                           |

| Parkhotel Valkenburg PHV | Parkhotel Valkenburg PHV | Parkhotel Valkenburg PHV |
| ------------------------ | ------------------------ | ------------------------ |
| Nr.                      | Rytter                   | Placering                |
| 151                      | Mischa Bredewold (NED)   | 40.                      |
| 152                      | Femke Gerritse (NED)     | 57.                      |
| 153                      | Femke Markus (NED)       | 19.                      |
| 154                      | Belle De Gast (NED)      | DNF                      |
| 155                      | Pien Limpens (NED)       | DNF                      |
| 156                      | Anne Van Rooijen (NED)   | DNF                      |

| Valcar-Travel & Service VAL | Valcar-Travel & Service VAL | Valcar-Travel & Service VAL |
| --------------------------- | --------------------------- | --------------------------- |
| Nr.                         | Rytter                      | Placering                   |
| 161                         | Alice Maria Arzuffi (ITA)   | 74.                         |
| 162                         | Olivia Baril (CAN)          | 28.                         |
| 163                         | Chiara Consonni (ITA)       | 72.                         |
| 164                         | Eleonora Gasparrini (ITA)   | 23.                         |
| 165                         | Ilaria Sanguineti (ITA)     | 78.                         |
| 166                         | Silvia Persico (ITA)        | 9.                          |

| Bingoal-Chevalmeire-Van Eyck Sport BCV | Bingoal-Chevalmeire-Van Eyck Sport BCV | Bingoal-Chevalmeire-Van Eyck Sport BCV |
| -------------------------------------- | -------------------------------------- | -------------------------------------- |
| Nr.                                    | Rytter                                 | Placering                              |
| 171                                    | Minke Bakker (NED)                     | DNF                                    |
| 172                                    | Danique Braam (NED)                    | DNF                                    |
| 173                                    | Naomi de Roeck (BEL)                   | DNF                                    |
| 174                                    | Caren Commissaris (NED)                | DNF                                    |
| 175                                    | Claudia Jongerius (NED)                | DNF                                    |
| 176                                    | Olha Kulynych (UKR)                    | DNF                                    |

| Cofidis COF | Cofidis COF              | Cofidis COF |
| ----------- | ------------------------ | ----------- |
| Nr.         | Rytter                   | Placering   |
| 181         | Martina Alzini (ITA)     | DNF         |
| 182         | Victoire Berteau (FRA)   | 56.         |
| 183         | Alana Castrique (BEL)    | DNF         |
| 184         | Valentine Fortin (FRA)   | DNF         |
| 185         | Rachel Neylan (AUS)      | 30.         |
| 186         | Pernille Mathiesen (DEN) | DNF         |

| Lotto Soudal Ladies LSL | Lotto Soudal Ladies LSL | Lotto Soudal Ladies LSL |
| ----------------------- | ----------------------- | ----------------------- |
| Nr.                     | Rytter                  | Placering               |
| 191                     | Kristýna Burlová (CZE)  | DNF                     |
| 192                     | Mieke Docx (BEL)        | 55.                     |
| 193                     | Katrijn De Clercq (BEL) | DNF                     |
| 194                     | Eefje Brandt (BEL)      | DNF                     |
| 195                     | Sterre Vervloet (BEL)   | DNF                     |
| 196                     | Kylie Waterreus (NED)   | 52.                     |

| Le Col-Wahoo DRP | Le Col-Wahoo DRP               | Le Col-Wahoo DRP |
| ---------------- | ------------------------------ | ---------------- |
| Nr.              | Rytter                         | Placering        |
| 201              | Elizabeth Holden (GBR)         | 68.              |
| 202              | Eluned King (GBR)              | DNF              |
| 203              | Marjolein van 't Geloof (NED)  | 62.              |
| 204              | Maike van der Duin (NED)       | 50.              |
| 205              | María Martins (POR) (landevej) | DNF              |
| 206              | Gladys Verhulst (FRA)          | DNF              |

| Multum Accountants MUL | Multum Accountants MUL    | Multum Accountants MUL |
| ---------------------- | ------------------------- | ---------------------- |
| Nr.                    | Rytter                    | Placering              |
| 211                    | Fien Delbaere (BEL)       | 54.                    |
| 212                    | Elisa Serné (NED)         | DNF                    |
| 213                    | Céline van Houtum (NED)   | DNF                    |
| 214                    | Mareille Meijering (NED)  | 60.                    |
| 215                    | Willemijn Prins (NED)     | DNF                    |
| 216                    | Bente van Teeseling (NED) | DNF                    |

| AG Insurance NXTG AGI | AG Insurance NXTG AGI | AG Insurance NXTG AGI |
| --------------------- | --------------------- | --------------------- |
| Nr.                   | Rytter                | Placering             |
| 221                   | Lone Meertens (BEL)   | 59.                   |
| 222                   | Julia Borgström (SWE) | 17.                   |
| 223                   | Mylène de Zoete (NED) | DNF                   |
| 224                   | Gaia Masetti (ITA)    | DNF                   |
| 225                   | Ilse Pluimers (NED)   | 58.                   |
| 226                   | Maud Rijnbeek (NED)   | DNF                   |

| Plantur-Pura ___ | Plantur-Pura ___         | Plantur-Pura ___ |
| ---------------- | ------------------------ | ---------------- |
| Nr.              | Rytter                   | Placering        |
| 231              | Sanne Cant (BEL)         | 11.              |
| 232              | Yara Kastelijn (NED)     | 26.              |
| 233              | Julie de Wilde (BEL)     | 49.              |
| 234              | Justine Ghekiere (BEL)   | DNF              |
| 235              | Laura Süßemilch (GER)    | 73.              |
| 236              | Julie Van de Velde (BEL) | 36.              |

| Team Jumbo-Visma TJV | Team Jumbo-Visma TJV  | Team Jumbo-Visma TJV |
| -------------------- | --------------------- | -------------------- |
| Nr.                  | Rytter                | Placering            |
| 1                    | Marianne Vos (NED)    | 2.                   |
| 2                    | Anna Henderson (GBR)  | 47.                  |
| 3                    | Romy Kasper (GER)     | 75.                  |
| 4                    | Riejanne Markus (NED) | 45.                  |
| 5                    | Coryn Labecki (USA)   | 39.                  |
| 6                    | Jip van den Bos (NED) | DNF                  |

| SD Worx SDW | SD Worx SDW                        | SD Worx SDW |
| ----------- | ---------------------------------- | ----------- |
| Nr.         | Rytter                             | Placering   |
| 11          | Lotte Kopecky (BEL) (landevej)     | 4.          |
| 12          | Elena Cecchini (ITA)               | 46.         |
| 13          | Marlen Reusser (SUI) (landevej)    | 33.         |
| 14          | Christine Majerus (LUX) (landevej) | 35.         |
| 15          | Lonneke Uneken (NED)               | 34.         |
| 16          | Chantal van den Broek-Blaak (NED)  | 44.         |

| Trek-Segafredo TFS | Trek-Segafredo TFS                    | Trek-Segafredo TFS |
| ------------------ | ------------------------------------- | ------------------ |
| Nr.                | Rytter                                | Placering          |
| 21                 | Elisa Balsamo (ITA) (landevej)        | 1.                 |
| 22                 | Shirin van Anrooij (NED)              | 48.                |
| 23                 | Lauretta Hanson (AUS)                 | DNF                |
| 24                 | Chloe Hosking (AUS)                   | DNF                |
| 25                 | Elisa Longo Borghini (ITA) (landevej) | 43.                |
| 26                 | Ellen van Dijk (NED) (landevej)       | 42.                |

| Canyon-SRAM Racing CSR | Canyon-SRAM Racing CSR     | Canyon-SRAM Racing CSR |
| ---------------------- | -------------------------- | ---------------------- |
| Nr.                    | Rytter                     | Placering              |
| 31                     | Shari Bossuyt (BEL)        | 24.                    |
| 32                     | Alice Barnes (GBR)         | 66.                    |
| 33                     | Tiffany Cromwell (AUS)     | 32.                    |
| 34                     | Mikayla Harvey (NZL)       | DNF                    |
| 35                     | Katarzyna Niewiadoma (POL) | 31.                    |
| 36                     | Soraya Paladin (ITA)       | 25.                    |

| EF Education-TIBCO-SVB TIB | EF Education-TIBCO-SVB TIB | EF Education-TIBCO-SVB TIB |
| -------------------------- | -------------------------- | -------------------------- |
| Nr.                        | Rytter                     | Placering                  |
| 41                         | Elizabeth Banks (GBR)      | DNF                        |
| 42                         | Letizia Borghesi (ITA)     | 65.                        |
| 43                         | Tanja Erath (GER)          | 67.                        |
| 44                         | Kathrin Hammes (GER)       | DNF                        |
| 45                         | Clara Honsinger (USA)      | DNF                        |
| 46                         | Sara Poidevin (CAN)        | 27.                        |

| FDJ-Nouvelle Aquitaine-Futuroscope FSF | FDJ-Nouvelle Aquitaine-Futuroscope FSF | FDJ-Nouvelle Aquitaine-Futuroscope FSF |
| -------------------------------------- | -------------------------------------- | -------------------------------------- |
| Nr.                                    | Rytter                                 | Placering                              |
| 51                                     | Grace Brown (AUS)                      | 37.                                    |
| 52                                     | Stine Borgli (NOR)                     | 70.                                    |
| 53                                     | Marta Cavalli (ITA)                    | 41.                                    |
| 54                                     | Clara Copponi (FRA)                    | 10.                                    |
| 55                                     | Eugénie Duval (FRA)                    | 20.                                    |
| 56                                     | Emilia Fahlin (SWE)                    | DNF                                    |

| Human Powered Health HPW | Human Powered Health HPW | Human Powered Health HPW |
| ------------------------ | ------------------------ | ------------------------ |
| Nr.                      | Rytter                   | Placering                |
| 61                       | Nina Buysman (NED)       | DNF                      |
| 62                       | Kaia Schmid (USA)        | 53.                      |
| 63                       | Evy Kuijpers (NED)       | DNF                      |
| 64                       | Eri Yonamine (JPN)       | DNF                      |
| 65                       | Marit Raaijmakers (NED)  | DNF                      |
| 66                       | Lily Williams (USA)      | DNF                      |

| Liv Racing Xstra LIV | Liv Racing Xstra LIV            | Liv Racing Xstra LIV |
| -------------------- | ------------------------------- | -------------------- |
| Nr.                  | Rytter                          | Placering            |
| 71                   | Valerie Demey (BEL)             | 13.                  |
| 72                   | Katia Ragusa (ITA)              | DNF                  |
| 73                   | Alison Jackson (CAN) (landevej) | 79.                  |
| 74                   | Silke Smulders (NED)            | 22.                  |
| 75                   | Rachele Barbieri (ITA)          | DNF                  |
| 76                   | Amber van der Hulst (NED)       | DNF                  |

| Movistar Team MOV | Movistar Team MOV            | Movistar Team MOV |
| ----------------- | ---------------------------- | ----------------- |
| Nr.               | Rytter                       | Placering         |
| 81                | Emma Norsgaard (DEN)         | 5.                |
| 82                | Aude Biannic (FRA)           | 80.               |
| 83                | Alicia González Blanco (ESP) | DNF               |
| 84                | Barbara Guarischi (ITA)      | DNF               |
| 85                | Lourdes Oyarbide (ESP)       | DNF               |
| 86                | Arlenis Sierra (CUB)         | 16.               |

| Roland Cogeas-Edelweiss Squad CGS | Roland Cogeas-Edelweiss Squad CGS | Roland Cogeas-Edelweiss Squad CGS |
| --------------------------------- | --------------------------------- | --------------------------------- |
| Nr.                               | Rytter                            | Placering                         |
| 91                                | Hannah Buch (GER)                 | DNF                               |
| 92                                | Tamara Dronova-Balabolina (RUS)   | 8.                                |
| 93                                | Gulnaz Khatuntseva (RUS)          | DNF                               |
| 94                                | Diana Klimova (RUS)               | DNF                               |
| 96                                | Léa Stern (SUI)                   | DNF                               |

| Team BikeExchange-Jayco BEX | Team BikeExchange-Jayco BEX | Team BikeExchange-Jayco BEX |
| --------------------------- | --------------------------- | --------------------------- |
| Nr.                         | Rytter                      | Placering                   |
| 101                         | Georgia Baker (AUS)         | DNF                         |
| 102                         | Teniel Campbell (TTO)       | DNF                         |
| 103                         | Jessica Allen (AUS)         | DNF                         |
| 104                         | Arianna Fidanza (ITA)       | 12.                         |
| 105                         | Alexandra Manly (AUS)       | 77.                         |
| 106                         | Ruby Roseman-Gannon (AUS)   | DNF                         |

| Team DSM DSM | Team DSM DSM                     | Team DSM DSM |
| ------------ | -------------------------------- | ------------ |
| Nr.          | Rytter                           | Placering    |
| 111          | Lorena Wiebes (NED)              | DNF          |
| 112          | Megan Jastrab (USA)              | DNF          |
| 113          | Georgi Pfeiffer (GBR) (landevej) | 15.          |
| 114          | Charlotte Kool (NED)             | 61.          |
| 115          | Liane Lippert (GER)              | 38.          |
| 116          | Floortje Mackaij (NED)           | 18.          |

| UAE Team ADQ UAD | UAE Team ADQ UAD               | UAE Team ADQ UAD |
| ---------------- | ------------------------------ | ---------------- |
| Nr.              | Rytter                         | Placering        |
| 121              | Marta Bastianelli (ITA)        | 6.               |
| 122              | Sofia Bertizzolo (ITA)         | 21.              |
| 123              | Maaike Boogaard (NED)          | 14.              |
| 124              | Eugenia Bujak (SLO) (landevej) | 51.              |
| 125              | Linda Zanetti (SUI)            | DNF              |
| 126              | Anna Trevisi (ITA)             | DNF              |

| Uno-X Pro Cycling Team UXT | Uno-X Pro Cycling Team UXT  | Uno-X Pro Cycling Team UXT |
| -------------------------- | --------------------------- | -------------------------- |
| Nr.                        | Rytter                      | Placering                  |
| 131                        | Susanne Andersen (NOR)      | 7.                         |
| 132                        | Wilma Olausson (SWE)        | DNF                        |
| 133                        | Julie Leth (DEN)            | 64.                        |
| 134                        | Rebecca Koerner (DEN)       | DNF                        |
| 135                        | Hannah Ludwig (GER)         | DNF                        |
| 136                        | Mie Bjørndal Ottestad (NOR) | 69.                        |

| Ceratizit-WNT Pro Cycling WNT | Ceratizit-WNT Pro Cycling WNT   | Ceratizit-WNT Pro Cycling WNT |
| ----------------------------- | ------------------------------- | ----------------------------- |
| Nr.                           | Rytter                          | Placering                     |
| 141                           | Franziska Brauße (GER)          | DNF                           |
| 142                           | Maria Giulia Confalonieri (ITA) | 3.                            |
| 143                           | Lara Vieceli (ITA)              | 63.                           |
| 144                           | Marta Lach (POL)                | 29.                           |
| 145                           | Lisa Brennauer (GER) (landevej) | 71.                           |
| 146                           | Lin Lea Teutenberg (GER)        | 76.                           |

| Parkhotel Valkenburg PHV | Parkhotel Valkenburg PHV | Parkhotel Valkenburg PHV |
| ------------------------ | ------------------------ | ------------------------ |
| Nr.                      | Rytter                   | Placering                |
| 151                      | Mischa Bredewold (NED)   | 40.                      |
| 152                      | Femke Gerritse (NED)     | 57.                      |
| 153                      | Femke Markus (NED)       | 19.                      |
| 154                      | Belle De Gast (NED)      | DNF                      |
| 155                      | Pien Limpens (NED)       | DNF                      |
| 156                      | Anne Van Rooijen (NED)   | DNF                      |

| Valcar-Travel & Service VAL | Valcar-Travel & Service VAL | Valcar-Travel & Service VAL |
| --------------------------- | --------------------------- | --------------------------- |
| Nr.                         | Rytter                      | Placering                   |
| 161                         | Alice Maria Arzuffi (ITA)   | 74.                         |
| 162                         | Olivia Baril (CAN)          | 28.                         |
| 163                         | Chiara Consonni (ITA)       | 72.                         |
| 164                         | Eleonora Gasparrini (ITA)   | 23.                         |
| 165                         | Ilaria Sanguineti (ITA)     | 78.                         |
| 166                         | Silvia Persico (ITA)        | 9.                          |

| Bingoal-Chevalmeire-Van Eyck Sport BCV | Bingoal-Chevalmeire-Van Eyck Sport BCV | Bingoal-Chevalmeire-Van Eyck Sport BCV |
| -------------------------------------- | -------------------------------------- | -------------------------------------- |
| Nr.                                    | Rytter                                 | Placering                              |
| 171                                    | Minke Bakker (NED)                     | DNF                                    |
| 172                                    | Danique Braam (NED)                    | DNF                                    |
| 173                                    | Naomi de Roeck (BEL)                   | DNF                                    |
| 174                                    | Caren Commissaris (NED)                | DNF                                    |
| 175                                    | Claudia Jongerius (NED)                | DNF                                    |
| 176                                    | Olha Kulynych (UKR)                    | DNF                                    |

| Cofidis COF | Cofidis COF              | Cofidis COF |
| ----------- | ------------------------ | ----------- |
| Nr.         | Rytter                   | Placering   |
| 181         | Martina Alzini (ITA)     | DNF         |
| 182         | Victoire Berteau (FRA)   | 56.         |
| 183         | Alana Castrique (BEL)    | DNF         |
| 184         | Valentine Fortin (FRA)   | DNF         |
| 185         | Rachel Neylan (AUS)      | 30.         |
| 186         | Pernille Mathiesen (DEN) | DNF         |

| Lotto Soudal Ladies LSL | Lotto Soudal Ladies LSL | Lotto Soudal Ladies LSL |
| ----------------------- | ----------------------- | ----------------------- |
| Nr.                     | Rytter                  | Placering               |
| 191                     | Kristýna Burlová (CZE)  | DNF                     |
| 192                     | Mieke Docx (BEL)        | 55.                     |
| 193                     | Katrijn De Clercq (BEL) | DNF                     |
| 194                     | Eefje Brandt (BEL)      | DNF                     |
| 195                     | Sterre Vervloet (BEL)   | DNF                     |
| 196                     | Kylie Waterreus (NED)   | 52.                     |

| Le Col-Wahoo DRP | Le Col-Wahoo DRP               | Le Col-Wahoo DRP |
| ---------------- | ------------------------------ | ---------------- |
| Nr.              | Rytter                         | Placering        |
| 201              | Elizabeth Holden (GBR)         | 68.              |
| 202              | Eluned King (GBR)              | DNF              |
| 203              | Marjolein van 't Geloof (NED)  | 62.              |
| 204              | Maike van der Duin (NED)       | 50.              |
| 205              | María Martins (POR) (landevej) | DNF              |
| 206              | Gladys Verhulst (FRA)          | DNF              |

| Multum Accountants MUL | Multum Accountants MUL    | Multum Accountants MUL |
| ---------------------- | ------------------------- | ---------------------- |
| Nr.                    | Rytter                    | Placering              |
| 211                    | Fien Delbaere (BEL)       | 54.                    |
| 212                    | Elisa Serné (NED)         | DNF                    |
| 213                    | Céline van Houtum (NED)   | DNF                    |
| 214                    | Mareille Meijering (NED)  | 60.                    |
| 215                    | Willemijn Prins (NED)     | DNF                    |
| 216                    | Bente van Teeseling (NED) | DNF                    |

| AG Insurance NXTG AGI | AG Insurance NXTG AGI | AG Insurance NXTG AGI |
| --------------------- | --------------------- | --------------------- |
| Nr.                   | Rytter                | Placering             |
| 221                   | Lone Meertens (BEL)   | 59.                   |
| 222                   | Julia Borgström (SWE) | 17.                   |
| 223                   | Mylène de Zoete (NED) | DNF                   |
| 224                   | Gaia Masetti (ITA)    | DNF                   |
| 225                   | Ilse Pluimers (NED)   | 58.                   |
| 226                   | Maud Rijnbeek (NED)   | DNF                   |

| Plantur-Pura ___ | Plantur-Pura ___         | Plantur-Pura ___ |
| ---------------- | ------------------------ | ---------------- |
| Nr.              | Rytter                   | Placering        |
| 231              | Sanne Cant (BEL)         | 11.              |
| 232              | Yara Kastelijn (NED)     | 26.              |
| 233              | Julie de Wilde (BEL)     | 49.              |
| 234              | Justine Ghekiere (BEL)   | DNF              |
| 235              | Laura Süßemilch (GER)    | 73.              |
| 236              | Julie Van de Velde (BEL) | 36.              |